# 蔡鹭
蔡鹭，男，江苏南京人，中国演员。代表作有电影《解救吾先生》、电视剧《九州·海上牧云记》、《长安十二时辰》等。